# Corps Franconia Fribergensis
Das Corps Franconia Fribergensis zu Aachen ist eine pflichtschlagende und farbentragende Studentenverbindung im Weinheimer Senioren-Convent. Es vereint Studenten und ehemalige Studenten der RWTH Aachen sowie ehemalige Studenten der Bergakademie Freiberg.

## Couleur
Die Angehörigen der Franconia Fribergensis tragen ein Band mit den Farben grün-gold-rot und goldener Perkussion. Dazu wird eine grüne Mütze im Biedermeierformat getragen. Füchse tragen ein golden eingefasstes Band mit den Farben grün-gold-grün.
Bei seiner Stiftung hatte das Corps die Farben grün-gold-rot. Von 1848 bis 1852 wurden die Farben rot-weiß-gold getragen. 1853 nahm das Corps die Farben dunkelgrün-weiß-rot an. Diese Farben finden sich auch heute noch am Wappentor der Wachenburg. Zur Rekonstitution an der RWTH Aachen nahm das Corps seine ursprünglichen Farben der Stiftung wieder an, da das Corps Montania Aachen bereits die Farben grün-weiß-rot trug.
Als Ausdruck der montanistischen Tradition des Corps tragen die Aktiven, das sind die studentischen Mitglieder in den ersten Semestern der Corpszugehörigkeit, zu feierlichen Anlässen den Bergkittel anstatt der bei den meisten Corps üblichen Pekesche.

## Geschichte

### Vorgeschichte
Nachdem sich am 5. Mai 1837 das Corps Montania Freiberg formell aufgelöst hatte, um der staatlichen Verfolgung in Folge der Karlsbader Beschlüsse zu entgehen, bestand in Freiberg die lose Vereinigung mit Satisfaktionsprinzip Knappschaft Franconia. Sie bestand nur etwa ein Jahr. Schon bald genügte diese lose Form des Zusammenschlusses nicht mehr allen Mitgliedern.

### Corps Franconia 1838 bis 1845
Am 5. März 1838 stifteten drei Angehörige des Corps Franconia Jena, von denen einer auch dem noch suspendierten Corps Montania Freiberg angehörte, das Corps Franconia an der Bergakademie Freiberg. Als Waffenspruch wählte man „Gladius sit vindex noster!“ und als Wahlspruch „Ehre, Frohsinn, Einigkeit!“. Am 22. Februar 1841 trat Franconia mit Montania zum Freiberger Senioren-Convent (SC) zusammen, der in der Folgezeit mehrfach im Streit zerbrach, am 21. Januar 1843 abermals errichtet wurde und zwei Tage später um das Corps Saxo-Borussia erweitert werden konnte. Der Freiberger SC repräsentierte damals nahezu 60 Prozent der Studentenschaft.
Während Saxo-Borussia starken Zuspruch in der Studentenschaft fand, schlossen sich trotz der dominanten Stellung SC Franconia und Montania aufgrund von Mitgliedermangel am 24. Januar 1844 zum Corps Franco-Montania mit den Farben blau-rot-Gold zusammen, nachdem Franconia zuvor zwei Monate suspendiert gewesen war. Der Wahlspruch war „Eintracht hält Macht!“, der später auch zum Wahlspruch der Franconia wurde.
Zu Beginn des Jahres 1845 kam es zu einem Pistolenduell zwischen dem Franco-Montanen Ludwik von Dembinski und dem Leutnant des 1. Leichten Reiterregiments von Wolfersdorf, das für Graf Dembinski tödlich endete. Dembinskis Sekundant Hans Max Philipp von Beust übergab dem Sekundanten von Leutnant Woltersdorf, Rittmeister von Paskowski, wegen dessen beim Duell gezeigten Verhalten eine Forderung auf Säbel unter verschärften Bedingungen. Da Paskowski die Forderung nicht annahm und gegen die Gepflogenheiten auf Austragung mit Pistolen bestand, wurde von Paskowski von der Studentenschaft durch Schreiben an das Offizierscorps als nicht mehr satisfaktionsfähig erklärt. Da alle bis auf zwei deutsche und zwei Schweizer Studenten nicht bereit waren, diese Erklärung zurückzunehmen, wurde nach einem zweiten vergeblichen Versuch am 11. Februar 1845, diese umzustimmen, die Akademie geschlossen. Sämtliche 54 Unterzeichner mussten Freiberg verlassen. Franco-Montania wurde am 17. Februar 1845 aufgelöst. Zum 1. April 1845 wurde der Vorlesungsbetrieb wieder aufgenommen, nachdem man den Wiederaufnahmegesuchen der meisten Bergakademikern zugestimmt hatte. Die direkt im Duell involvierten Franco-Montanen blieben relegiert.

### Corps Franconia 1848 bis 1935
Am 5. Mai 1848 konnte das Corps Franconia rekonstituiert werden. Vom 26. Februar 1852 bis zum 28. Mai 1853 war sie wegen schwachen Aktivbestandes suspendiert und bildete anschließend mit Montania wieder einen SC. Vom Ende des Sommersemesters 1854 bis zum 8. März 1856 war Franconia abermals suspendiert. Am 3. April 1856 trat sie wieder mit Montania zu einem SC zusammen, der durch Streitigkeiten geprägt war und zwischenzeitlich mehrmals aufgelöst war. Am 17. März 1860 schlossen sich Franconia, Montania und Saxo-Borussia abermals zu einem SC zusammen. Der Deutsche Krieg führte zu geringen Aktivenzahlen in Freiberg, worauf Franconia am 27. November 1866 suspendierte und erst am 8. Mai 1877 rekonstituieren konnte. Nachdem einer nochmaligen Suspension vom 26. Januar 1881 bis zum 12. Juli 1882 trat Franconia mit Montania, Saxo-Borussia und Teutonia zu einem SC zusammen, der im Gegensatz zu seinen Vorläufern bis auf eine kurze Störung andauernden Bestand bis zur Zwangsauflösung des SC 1935 hatte. Seit der Rekonstitution von 1882 war Franconia bis zu dessen Auflösung 1889 Mitglied im Weinheimer Senioren-Convent (WSC). Am 14. Mai 1902 trat sie dem erneuerten WSC bei. Um der Gleichschaltung durch die Nationalsozialisten zu entgehen, suspendierte das aktive Corps am 27. Oktober 1935.

### Kameradschaft Berghauptmann von Herder
Während des Zwangsauflösung des aktiven Corps betreute der Altherrenverband der Franconia zusammen mit den Altherrenverbänden der Montania und Saxo-Borussia eine im April 1938 gegründete Kameradschaft, die später den Namen Kameradschaft Berghauptmann von Herder erhielt.

### Reaktivierung des Altherrenverbandes 1948 bis 1953
Am 10. Juli 1948 kam es zur Reaktivierung des Altverbandes. Noch am gleichen Tag fusionierte dieser mit dem Altherrenverband des Kartellcorps Hercynia Clausthal zum Verein ehemaliger Franken und Hercynen. Im Sommersemester 1952 löste sich dieser Verein auf. Am 4. November 1952 gründeten die Alten Herren der Franconia den Altherrenverband wieder und schufen damit die Voraussetzung für die Rekonstitution des aktiven Corps an einer westdeutschen Hochschule.

### Corps Franconia Fribergensis zu Aachen seit 1953
1953 erfolgte die Wiederbegründung in Aachen unter dem Namen "Corps Franconia Fribergensis". 1957 kauften die in der Bundesrepublik lebenden Alten Herren das Haus in der Salierallee, in dem das Corps im Jahr 2013 sein 175-jähriges Bestehen feiern konnte. Im Wintersemester 1990/91 und im Sommersemester 1991 hatte Franconia als „Präsidierendes Corps im SC zu Aachen als Vorort im WSC“ mit Andreas Kaiser als 1. Vorortsprecher den Vorsitz im Weinheimer Senioren-Convent.

## Kartell- und Freundschaftsverhältnisse
Am 1. Juli 1905 schloss das Corps Franconia Fribergensis einen Freundschaftsvertrag mit dem Corps Hercynia Clausthal ab, der am 10. Juli 1926 zu einem Kartellvertrag erweitert und 17. Juli 1955 erneut bestätigt wurde. Ein um 1850 mit dem Corps Silvania Tharandt zu Dresden geschlossenes Kartell besteht heute als Freundschaftsverhältnis. Es ist eines der wenigen existierenden Freundschaftsverhältnisse zwischen einem Weinheimer und einem Kösener Corps.

## Bekannte Mitglieder
- Adelbert Heinrich von Baudissin (1820–1871), Schriftsteller
- Ludwig Beck (1841–1918), Eisenhüttenmann und Industrieller, Inhaber der Nassauischen Rheinhütte, Vater von Generaloberst Ludwig Beck
- Ferdinand Bischoff (1838–1909), Bergingenieur und Hüttenchemiker
- Eduard Sigismund Böcking (1842–1916), deutscher Industrieller
- Eduard Theodor Böttcher (1829–1893), Professor für Maschinenlehre und Spinnereimechanik, Rektor der Gewerbschule Chemnitz
- Eberhard von Breitenbuch (1910–1980), Widerstandskämpfer gegen Adolf Hitler
- Hermann Theodor Breithaupt (1820–1885), Revolutionär von 1848, später Bergdirektor, Stadtverordneter, Friedensrichter, Direktor des Erzgebirgischen Steinkohlen-Aktienvereins
- Horst Brunnemann (1836–1911), Geheimer Bergrat, Direktor der Porzellanmanufaktur Meißen
- Ernst Carstanjen (1836–1884), Chemiker, Professor an der Universität Leipzig
- Albin Castelli (1822–1892), Bergdirektor, Geologe, Mineraloge und Paläontologe, Namensgeber für das Taxon Ilex castellii und das Mineral Castellit
- Karl Friedrich Ebert (1838–1889), Rittergutsbesitzer, Kohlenwerkbesitzer, Mitglied des Deutschen Reichstags
- Curt Alexander Edelmann (1841–1907), Geheimer Bergrat, Direktor des Königlichen Blaufarbenwerkes Oberschlema
- Bernhard Förster (1840–1904), Bergmann, Leiter der Direktion des Steinkohlenwerks Zauckerode, Vortragender Rat im Sächsischen Finanzministerium
- Ludwig Haniel (1817–1889), Unternehmer in der Montanindustrie
- Karl von Haushofer (1839–1895), Mineraloge, Professor für Mineralogie und Eisenhüttenkunde an der Technischen Hochschule München
- Ferdinand Heberlein (1863–1925), deutsch-schweizerischer Hüttenchemiker und Industrieller
- Rudolf Hoffmann (1873–1932), Metallhüttenmann, Professor für Allgemeine Hüttenkunde und Metallhüttenkunde
- William Kobbé (1840–1931), US-amerikanischer Generalmajor
- Friedrich Kolbeck (1860–1943), Professor für Mineralogie und Lötrohrprobierkunde, Rektor der Bergakademie Freiberg
- Friedrich August Krantz (1863–1941), Hütteningenieur, Professor für Unfallverhütung an der Technischen Hochschule Dresden
- Christian Kühn (1871–1950), Bergdirektor, Vorstand der Leipziger Braunkohlenwerke AG
- Engelbert Leber (1876–1920), Metallurg, Gießereifachmann, Hochschullehrer
- Walter Lippe (1885–1963), Bergdirektor, Abgeordneter zum Sächsischen Landtag
- Helmut Mischo (* 1969), Professor für Rohstoffabbau und Spezialverfahren unter Tage, Leiter des Instituts für Bergbau und Spezialtiefbau an der TU Bergakademie Freiberg
- Hermann Nieß (1878–1949), erster Dr.-Ing. der Bergakademie Freiberg, Leiter des Bergamtes Windhoek, Berghauptmann in Sachsen, Vorstand des Oberbergamtes in Freiberg
- Albert von Reinach (1842–1905), Bankier, Geologe, Paläontologe, Wissenschaftsmäzen
- Robert Julius Richter (1823–1869), Chemiker, Professor für Hüttenwesen, Physik, Chemie und Probierkunde an der Montanlehranstalt Leoben, Professor für Physik und Chemie an der Bergakademie Schemnitz
- Hector Roessler (1842–1915), Chemiker und Unternehmer, Gründer der Deutschen Gold- und Silber-Scheideanstalt (Degussa)
- Heinrich Roessler (1845–1924), Chemiker und Unternehmer, Gründer der Deutschen Gold- und Silber-Scheideanstalt (Degussa)
- Francis Sarg (1840–1921), Bergwerks- und Kaffeeplantagenbesitzer sowie Diplomat in Guatemala, Naturforscher
- Carl Schiffner (1865–1945), Professor der Metallhüttenkunde, Elektrometallurgie und Probierkunde an der Bergakademie Freiberg
- Hermann Spamer (1830–1905), Industrieller, Vorstand und Aufsichtsrat der Ilseder Hütte
- Emil Tscheuschner (1840–1911), Ziegeleibesitzer, Schriftsteller
- Clemens Winkler (1838–1904), Chemiker, Professor für anorganische Chemie, Direktor der Bergakademie Freiberg, Entdecker des chemischen Elements Germanium